# Weber-MAG
Weber-MAG is een historisch merk van motorfietsen.
De bedrijfsnaam was Leo Weber, Motorradbau, Mannheim.
Weber-MAG was een Duits merk dat alleen in 1926 en 1927 motorfietsen leverde. Men gebruikte 346-, 498- en 746 cc zijklep- inbouwmotoren van het Zwitserse merk MAG, dat zich gespecialiseerd had in de levering van motoren voor andere merken.